# Nationalstraße B10
Die Nationalstraße B10 (englisch National Road B10) ist eine Nationalstraße in Namibia und verbindet im Norden Namibias die Region Ohangwena mit Rundu in der Region Kavango-Ost. Sie hatte bis Juli 2010 den Status einer C-Straße mit der Straßennummer C45.
Die Straße ist rund 412 Kilometer lang und verläuft in durchschnittlich 50 km Entfernung parallel zur Grenze Namibias mit Angola, in ihrem östlichen Abschnitt direkt entlang des Südufers des Okavango.
Die B10 bildet das Rückgrat des Straßenverkehrs für die gesamte Region Ohangwena und die Region Kavango-West. Sie ist seit Ende 2011 vollständig asphaltiert.